# Oecetis glebula
Oecetis glebula är en nattsländeart som beskrevs av Wells 2000. Oecetis glebula ingår i släktet Oecetis och familjen långhornssländor. Inga underarter finns listade i Catalogue of Life.